# Erol Atalay
Erol Atalay (* 13. November 1935 in Figani, Provinz Corum; † 6. September 1988 in Bonn) war ein türkischer Klassischer Archäologe.

## Leben
Erol Atalay studierte zunächst von 1956 bis 1958 an der Universität Ankara, wechselte dann zur Archäologie und schloss 1963 ab. Von 1966 bis 1969 war er Assistent am Ephesos-Museum Selçuk und war gleichzeitig zeitweise als türkischer Regierungsvertreter bei der Grabung in Ephesos tätig. Von 1970 bis 1972 setzte er sein Studium an der Universität Bonn fort, anschließend an der Universität Wien, wo er 1977 promoviert wurde. Von 1974 bis 1986 war er Mitarbeiter der österreichischen Ephesosgrabung und arbeitete vor allem am Hanghaus 2. Nach kurzer Tätigkeit als stellvertretender Direktor des Museums in Selçuk 1977 lehrte er von 1977 bis 1988 als Assistent an der Atatürk Üniversitesi in Erzurum, ab 1980 an der Ege Üniversitesi in Izmir. Nach seiner Habilitation 1983 wurde er dort Doçent. Von 1985 bis 1987 leitete er die Grabungen in Notion. Er starb krankheitsbedingt früh.
Sein besonderes Forschungsinteresse galt hellenistischen Grabstellen, ihm gelang es auch, den hellenistischen Friedhof von Ephesos zu lokalisieren.

## Veröffentlichungen (Auswahl)
- Hellenistik Çağ'da Ephesos Mezar Stelleri. Istanbul 1988.
- Weibliche Gewandstatuen des 2. Jahrhunderts n. Chr. aus ephesischen Werkstätten. Verlag der Österreichischen Akademie der Wissenschaften, Wien 1989 (Dissertation).